# Cayón (Laracha)
Cayón(llamada oficialmente Santa María do Socorro de Caión) es una parroquia del municipio de Laracha, en la provincia de La Coruña, Galicia, España.

## Entidades de población
Entidades de población que forman parte de la parroquia:
- Pedreira (A Pedreira)
- Cayón (Caión)
- Germaña (Xermaña)
- Goxán
- Campo da Costa (O Campo da Costa)
- Outeiro (O Outeiro)

## Demografía
| Gráfica de evolución demográfica de Cayón entre 2000 y 2018 |
|                                                             |
| Población de derecho según el padrón municipal del INE      |